# Alonzo et Giuseppe Antonio Avondo
Pour les articles homonymes, voir Avondo.

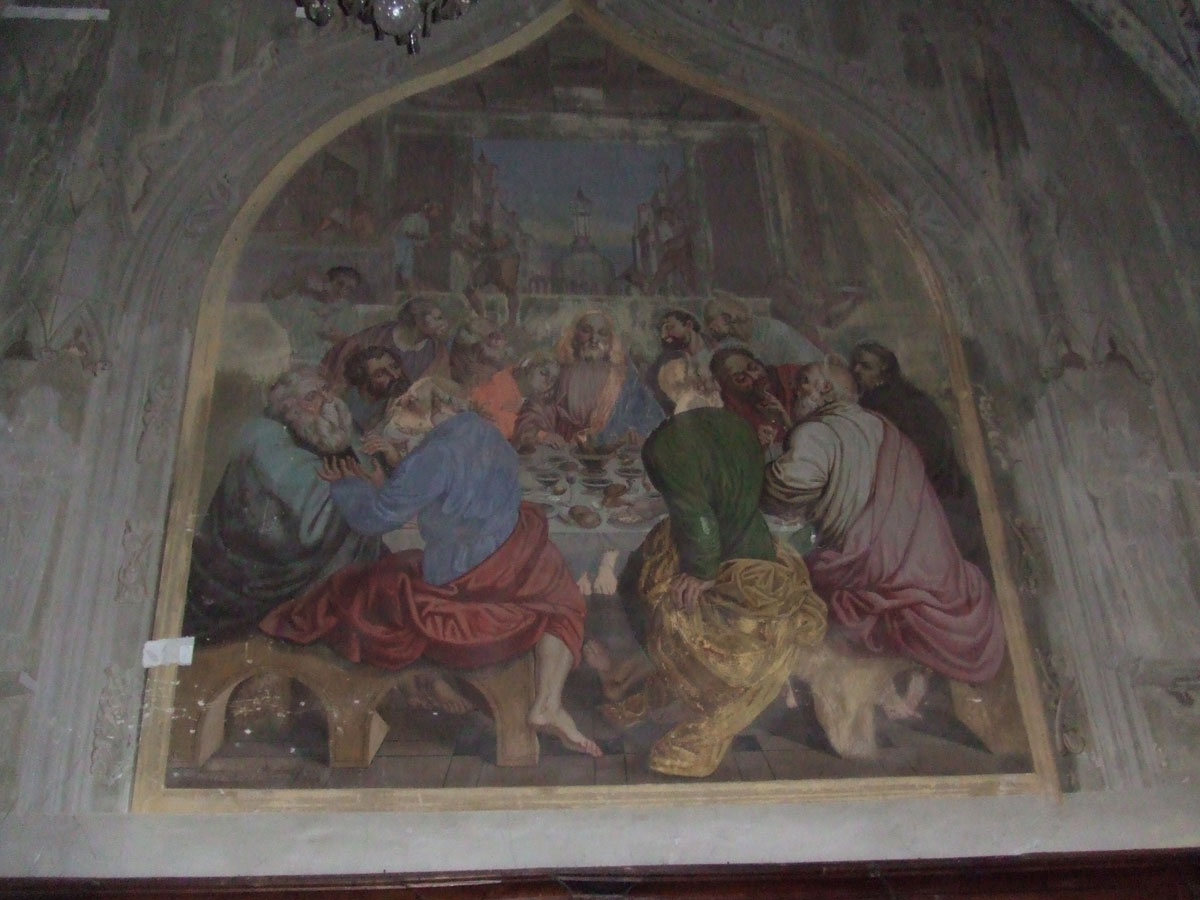
La Cène

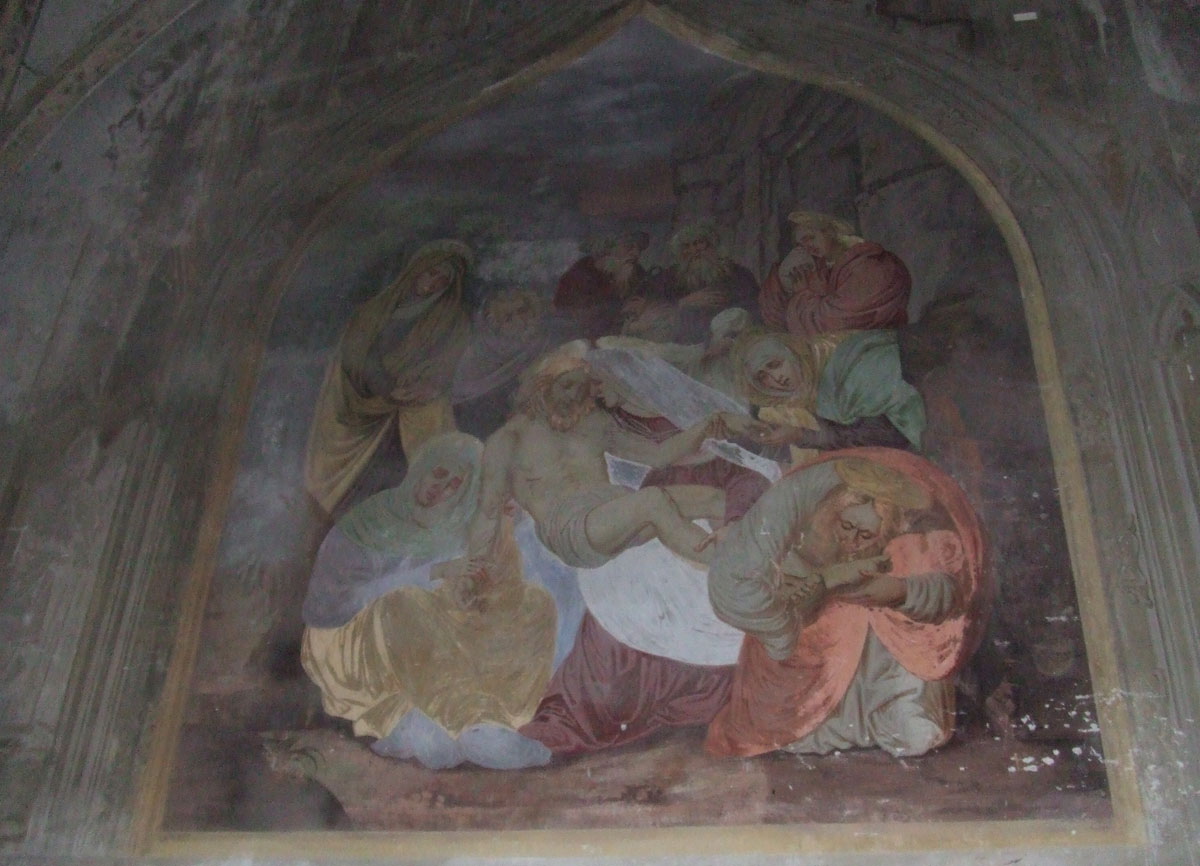
Déposition du Christ

Alonzo et Giuseppe Antonio Avondo originaires du village de Campertogno sont des peintres décorateurs d'église du XIXe siècle, frères piémontais réputés pour leurs fresques de rénovation d'église, après avoir été élèves de l'Académie Royale des Beaux Arts de Turin qui possédaient des planches de dessins de Gaudenzio Ferrari (qu'ils ont abondamment copiées dans leurs interventions).

## Œuvres
- Au Pont-de-Beauvoisin en Savoie, ville italienne jusqu'en 1860, leurs fresques de 1844, classées en 1987, sur les 2 800 m2 des murs et des voûtes de l'église des Carmes :
  - La Cène
  - La Descente de Croix,
  - le Christ à Gethsémani.
- À Alagna Valsesia, fresque de l'église San Giovanni.
- À La Salle en Val d'Aoste, décoration de l'église.